# Nicole Gohlke

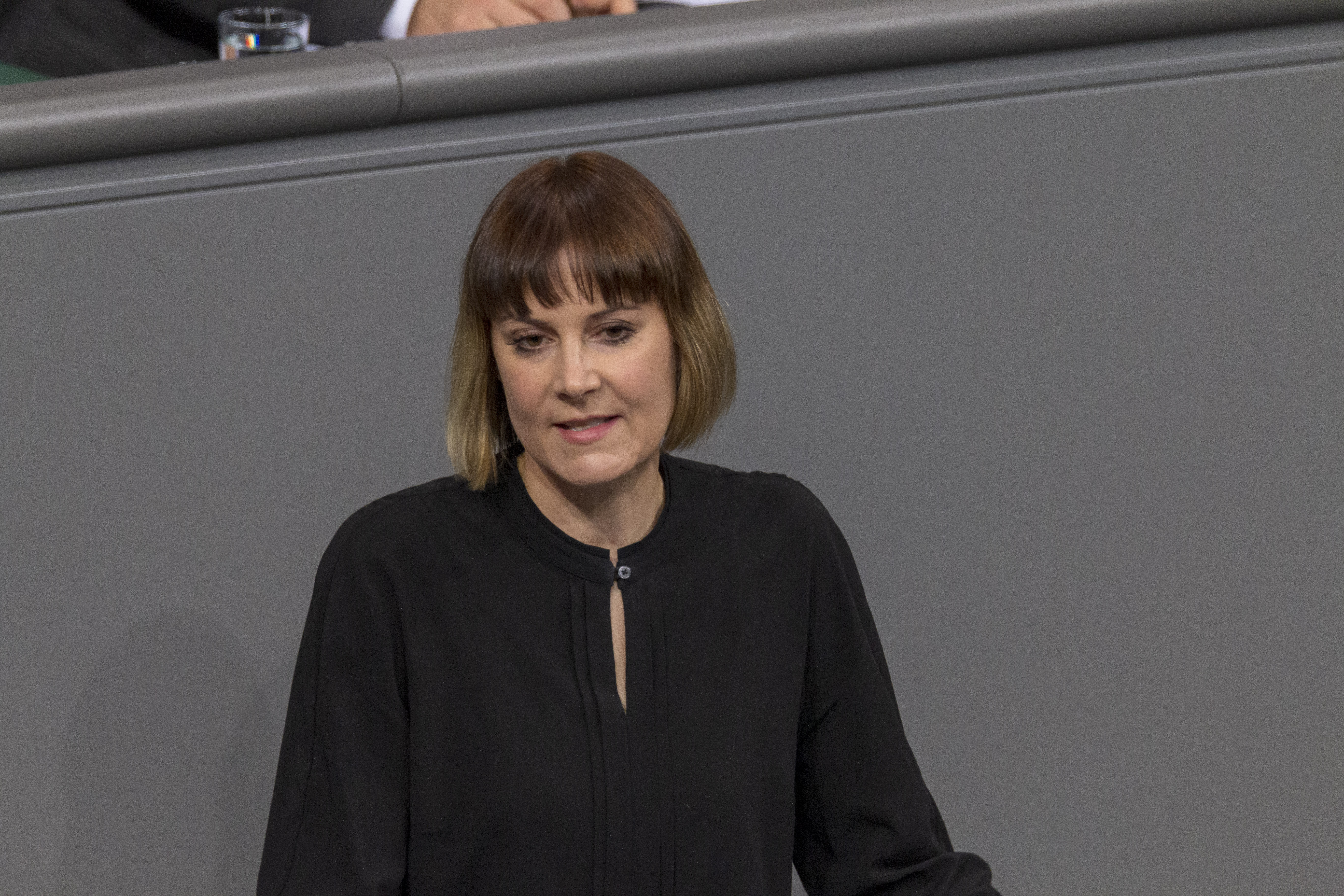
Nicole Gohlke (2020)

Nicole Stephanie Gohlke (* 15. November 1975 in München) ist eine deutsche Politikerin (Die Linke).
Sie gehört seit Herbst 2009 als Abgeordnete dem Deutschen Bundestag an. Bei der Bundestagswahl 2021 war sie Spitzenkandidatin der Linken in Bayern.

## Werdegang
Gohlke legte 1995 ihr Abitur ab und studierte danach Kommunikationswissenschaft. Ihr Studium schloss sie mit dem Magister artium ab. Von 2004 bis 2008 war sie als Projektleiterin in der Beratung sowie in der Markt- und Meinungsforschung tätig. Von Juni 2008 bis zu ihrem Einzug in den Bundestag war sie im Regionalbüro Süd der Fraktion Die Linke im Deutschen Bundestag angestellt.
Politisiert wurde Gohlke 1991 in der Bewegung gegen den Zweiten Golfkrieg und die rassistischen Pogrome in den 90er Jahren. Während ihres Studiums schloss sie sich 1997 den Studentenprotesten gegen die Sparpläne an den Universitäten an. 2001 kam sie zur globalisierungskritischen Bewegung Attac. Sie wurde Mitglied im Koordinierungskreis von Attac München, dem sie bis 2003 angehörte, und nahm im Sommer 2001 an den Protesten gegen den Weltwirtschaftsgipfel in Genua teil.
Gohlke wurde Mitglied der neu gegründeten WASG. Im Juni 2006 folgte ihre Wahl in den Geschäftsführenden Landesvorstand der WASG in Bayern und nach der Fusion der Partei mit der PDS gehörte sie von 2007 bis 2014 dem Geschäftsführenden Landesvorstand der Partei Die Linke an. Von 2016 bis 2024 war sie Kreisvorsitzende in München, zuerst gemeinsam mit Ates Gürpinar, später mit Marina Dietweger.
Im Herbst 2008 trat sie bei der Landtagswahl in Bayern als Direktkandidatin im Stimmkreis München-Bogenhausen zur Wahl an und konnte 5,2 % der Erststimmen auf sich vereinigen. Bei der Bundestagswahl 2009 erhielt sie als Direktkandidatin im Wahlkreis München-Ost 5,9 % der Stimmen und zog über die Landesliste der Linken erstmals als Abgeordnete in den Deutschen Bundestag ein. Auch 2013, 2017, 2021 und 2025 wurde sie über die Landesliste in den 18., 19., 20., 21. Deutschen Bundestag gewählt.
Im 20. Deutschen Bundestag gehörte sie als ordentliches Mitglied dem Ausschuss für Bildung, Forschung und Technikfolgenabschätzung und stellvertretend dem Ausschuss für Wohnen, Stadtentwicklung, Bauwesen und Kommunen an. Sie wurde im Oktober 2021 zur Stellvertretenden Fraktionsvorsitzenden der Linken im Bundestag gewählt, leitete den Arbeitskreis III „Bildung, Demokratie, Innenpolitik und Digitalisierung“ und ist Bildungs- und Wissenschaftspolitische Sprecherin der Linken im Bundestag.
Im 21. Deutschen Bundestag ist Gohlke Mitglied der Ausschüsse für Forschung, Technologie, Raumfahrt und Technikfolgenabschätzung und für Bildung, Familie, Senioren, Frauen und Jugend. Für ihre Fraktion ist sie Sprecherin für Bildung und Wissenschaft und sie wurde am 24. Juni 2025 zur stellvertretenden Fraktionsvorsitzenden und Leiterin des Arbeitskreises für Gesundheit, Bildung und Lebensweise gewählt.

## Mitgliedschaften
Gohlke ist Mitglied der GEW, bei ver.di und dem Bund demokratischer Wissenschaftlerinnen und Wissenschaftler (BdWi). Sie ist weiterhin Mitglied im Beirat des Deutschen Studentenwerks und im Parlamentarischen Beirat der Fernuniversität in Hagen, im Beirat für Weiterbildung des Deutschen Volkshochschul-Verbandes (DVV) und des Kurt-Eisner-Vereins in Bayern.

## Positionen
Gohlke kritisiert Studiengebühren, den Bologna-Prozess und teuren Wohnraum für Studierende und Auszubildende. Als Sprecherin ihrer Fraktion und Mitglied im Bildungsausschuss des Deutschen Bundestags setzt sie sich für Verbesserungen der Studienbedingungen ein. Die gestiegenen Belastungen im Bachelor beschränkten die Möglichkeit der Studierenden ihr Studium durch Arbeit zu finanzieren, was durch Studiengebühren noch verschärft werde. Außerdem fordert sie die Einschränkung befristeter Arbeitsverhältnisse im Hochschulbereich: Nur „formale und zertifizierbare Qualifikationsziele“ (Masterarbeit, Promotion, Habilitation) sollten eine Befristung rechtfertigen. Für „Daueraufgaben“ solle es „Dauerstellen“ geben.
Im September 2023 stelle Nicole Gohlke gemeinsam mit der damaligen Linken-Parteichefin Janine Wissler im Rahmen einer Pressekonferenz das Eckpunktepapier „Entschlossen gegen den Bildungsnotstand“ vor. In dem Papier wird ein Sondervermögen in Höhe von 100 Milliarden Euro gefordert, das unter anderem zur Sanierung und Modernisierung der Bildungseinrichtungen beitragen soll.
Sie lehnte 2016 die Kooperation der Universität Bremen mit der Bundeswehr ab und lobte das Rechtsgutachten des Vereins „NaturwissenschaftlerInnen-Initiative Verantwortung für Frieden und Zukunftsfähigkeit“, das die Unvereinbarkeit der Kooperation mit der Zivilklausel der Universitätsverfassung dargestellt hatte. Justizsenator Martin Günthner hatte die Kooperation für zulässig erachtet, da die Bundeswehr eine „Friedensarmee“ sei. Der Bremer Senat entschied im Februar 2017 im Sinne Günthners für die weitere Kooperation.
In der Debatte um die flüchtlingspolitischen Positionen der Linken bezog sie mehrfach öffentlich Position gegen die damalige Fraktionsvorsitzende Sahra Wagenknecht. Im Januar 2018 veröffentlichte sie zusammen mit Niema Movassat, Tobias Pflüger, Norbert Müller und anderen Abgeordneten den Aufruf „Solidarität ist unteilbar“ auf der Plattform bewegungslinke.org, der sich für „volle Bewegungsfreiheit und gleiche soziale und politische Teilhabe für alle in Deutschland lebenden Menschen“ aussprach. Als Wagenknechts Organisation Aufstehen sich im Oktober 2018 nicht an der Demonstration Unteilbar beteiligte, nannte es Gohlke „unverständlich, sich von Tausenden Menschen, die sich für linke, humane Politik einsetzen, abzugrenzen“.

## Kontroversen
Ein einstimmiger Beschluss der Linksfraktion gegen die Kampagne Boycott, Divestment and Sanctions kam 2011 nur dadurch zustande, dass Gohlke und 14 andere Fraktionsmitglieder der Abstimmung fernblieben.
Bei einer öffentlichen Veranstaltung zur Schlacht um Kobanê am 18. Oktober 2014 schwenkte Gohlke eine Fahne der PKK und forderte die Bundesregierung auf, dieses Symbol nicht länger zu kriminalisieren, da unter dieser Fahne derzeit „ein Kampf für Freiheit, Menschenrechte und Demokratie geführt“ werde. Außerdem verlangte sie eine Aufhebung des PKK-Verbots. Bei Kobanê standen zu dieser Zeit Truppen der PKK im Kampf gegen die Dschihadistenmiliz Islamischer Staat. Aufgrund des Zeigens der Fahne wurde Gohlkes parlamentarische Immunität nach hitziger Debatte vom Bundestag aufgehoben, wobei Gohlkes Fraktionskollege Jan van Aken die Aufhebung als absurd bezeichnete und eine Abbildung der PKK-Fahne zeigte, wofür er einen Ordnungsruf erhielt. Die Anklage wurde vor dem Amtsgericht München verhandelt, das Gohlke jedoch lediglich verwarnte und als Auflage eine Spende von 1000 Euro festsetzte.
Als letzte Bundestagsabgeordnete wurde sie bis 2015 vom Bayerischen Verfassungsschutz beobachtet. Verdächtig war sie diesem nach Darstellung der taz unter anderem wegen ihrer früheren Mitgliedschaft bei der post-trotzkistischen Organisation Marx21, des Zeigens eines Antifa-Emblems und ihres Engagements in außerparlamentarischen Gruppen.

## Privates
Nicole Gohlke ist verheiratet, hat ein Kind und ist konfessionslos.

## Publikationen (Auswahl)
- mit Florian Butollo: Hochschule im Kapitalismus. VSA-Verlag, Hamburg 2012, ISBN 978-3-89965-967-2. Als Supplement der Zeitschrift Sozialismus 5/2012.
- Das Hochschul- und Wissenschaftsprogramm der AfD – völkisch, reaktionär, elitär. In: Forum Wissenschaft. Nr. 3, September 2016 des BdWi (Bund demokratischer Wissenschaftlerinnen und Wissenschaftler).
- mit Erkin Erdogan und Jürgen Ehlers: Erdogans Türkei: Ein Land zwischen Repression und Widerstand. Edition Aurora, M21 Verlag, 2017, ISBN 978-3-947240-05-0.
- Klassenpolitik in Zeiten von Akademisierung und neuer Unsicherheit. Plädoyer für eine zeitgemäße Betrachtung von Akademiker*innen. In: LuXemburg. Gesellschaftsanalyse und linke Praxis. März 2021 (zeitschrift-luxemburg.de [PDF]).
- Palästinenser sterben und Deutschland schweigt. In: Jacobin Magazin. 23. Februar 2024, abgerufen am 3. April 2025.
- Bundeswehr raus aus den Schulen. In: Jacobin Magazin. 2. Mai 2024, abgerufen am 3. April 2025.